# Mammoth Lakes
Mammoth Lakes város az Amerikai Egyesült Államok Kalifornia államában, Mono megyében. Lakosainak száma 7191 fő (2020. április 1.).

## Népesség
A település népességének változása:

| 2010 | 8 234 |
| 2020 | 7 191 |